# Joseph Marie Trịnh Như Khuê
Joseph Marie Trịnh Như Khuê (Trang-Duê, 11 dicembre 1898 – Hà Nôi, 27 novembre 1978) è stato un cardinale e arcivescovo cattolico vietnamita.

## Biografia
Nacque a Trang-Duê l'11 dicembre 1898.
Papa Paolo VI lo elevò al rango di cardinale nel concistoro del 24 maggio 1976. Fu il primo cardinale vietnamita.
Partecipò ai due conclavi del 1978 che elessero prima Giovanni Paolo I e poi Giovanni Paolo II.
Morì il 27 novembre 1978 all'età di 79 anni per un attacco di cuore.

## Genealogia episcopale e successione apostolica
La genealogia episcopale è:
- Cardinale Scipione Rebiba
- Cardinale Giulio Antonio Santori
- Cardinale Girolamo Bernerio, O.P.
- Vescovo Claudio Rangoni
- Arcivescovo Wawrzyniec Gembicki
- Arcivescovo Jan Wężyk
- Vescovo Piotr Gembicki
- Vescovo Jan Gembicki
- Vescovo Bonawentura Madaliński
- Vescovo Jan Małachowski
- Arcivescovo Stanisław Szembek
- Vescovo Felicjan Konstanty Szaniawski
- Vescovo Andrzej Stanisław Załuski
- Arcivescovo Adam Ignacy Komorowski
- Arcivescovo Władysław Aleksander Łubieński
- Vescovo Andrzej Stanisław Młodziejowski
- Arcivescovo Kasper Kazimierz Cieciszowski
- Vescovo Franciszek Borgiasz Mackiewicz
- Vescovo Michał Piwnicki
- Arcivescovo Ignacy Ludwik Pawłowski
- Arcivescovo Kazimierz Roch Dmochowski
- Arcivescovo Wacław Żyliński
- Vescovo Aleksander Kazimierz Bereśniewicz
- Arcivescovo Szymon Marcin Kozłowski
- Vescovo Mečislovas Leonardas Paliulionis
- Arcivescovo Bolesław Hieronim Kłopotowski
- Arcivescovo Jerzy Józef Elizeusz Szembek
- Vescovo Stanisław Kazimierz Zdzitowiecki
- Cardinale Aleksander Kakowski
- Papa Pio XI
- Vescovo Jean-Baptiste Nguyễn Bá Tòng
- Vescovo Thaddée Anselme Lê Hữu Từ, O.Cist.
- Cardinale Joseph Marie Trịnh Như Khuê

La successione apostolica è:
- Vescovo Paul Bùi Chu Tạo (1959)
- Vescovo Dominique Marie Đinh Đức Trụ (1960)
- Vescovo Pierre Marie Nguyễn Huy Quang (1960)
- Cardinale Joseph-Marie Trịnh Văn Căn (1963)
- Cardinale Paul Joseph Phạm Đình Tụng (1963)
- Vescovo Pierre Marie Nguyễn Văn Năng (1971)
- Vescovo Dominique Marie Lê Hữu Cung (1975)